# Arroio do Púlpito
Arroio do Púlpito är ett vattendrag i Brasilien.   Det ligger i delstaten Santa Catarina, i den södra delen av landet, 1 400 kilometer söder om huvudstaden Brasília.
I omgivningen kring Arroio do Púlpito växer huvudsakligen savannskog. Området är ganska glesbefolkat, med 30 invånare per kvadratkilometer.